# Leuciscus baicalensis
Leuciscus baicalensis es una especie de peces de la familia de los Cyprinidae en el orden de los Cypriniformes.

## Hábitat
Es un pez de agua dulce.

## Distribución geográfica
Se encuentra en China (lago Ulungur y río Ulungur ), Mongolia y los ríos que desaguan en el Océano Ártico desde el río Obi hasta el río Kolimá.